# Кукурузные палочки
Кукурузные палочки — пищевой продукт, представляющий собою сформованную и высушенную пену, изготовленную на основе специально подготовленной кукурузной крупы. Иногда под кукурузными палочками понимают аналогичные изделия на основе крахмалосодержащих круп других злаков.

## История появления
Предшественниками появления палочек были кукурузные хлопья, изобретение которых произошло случайно.

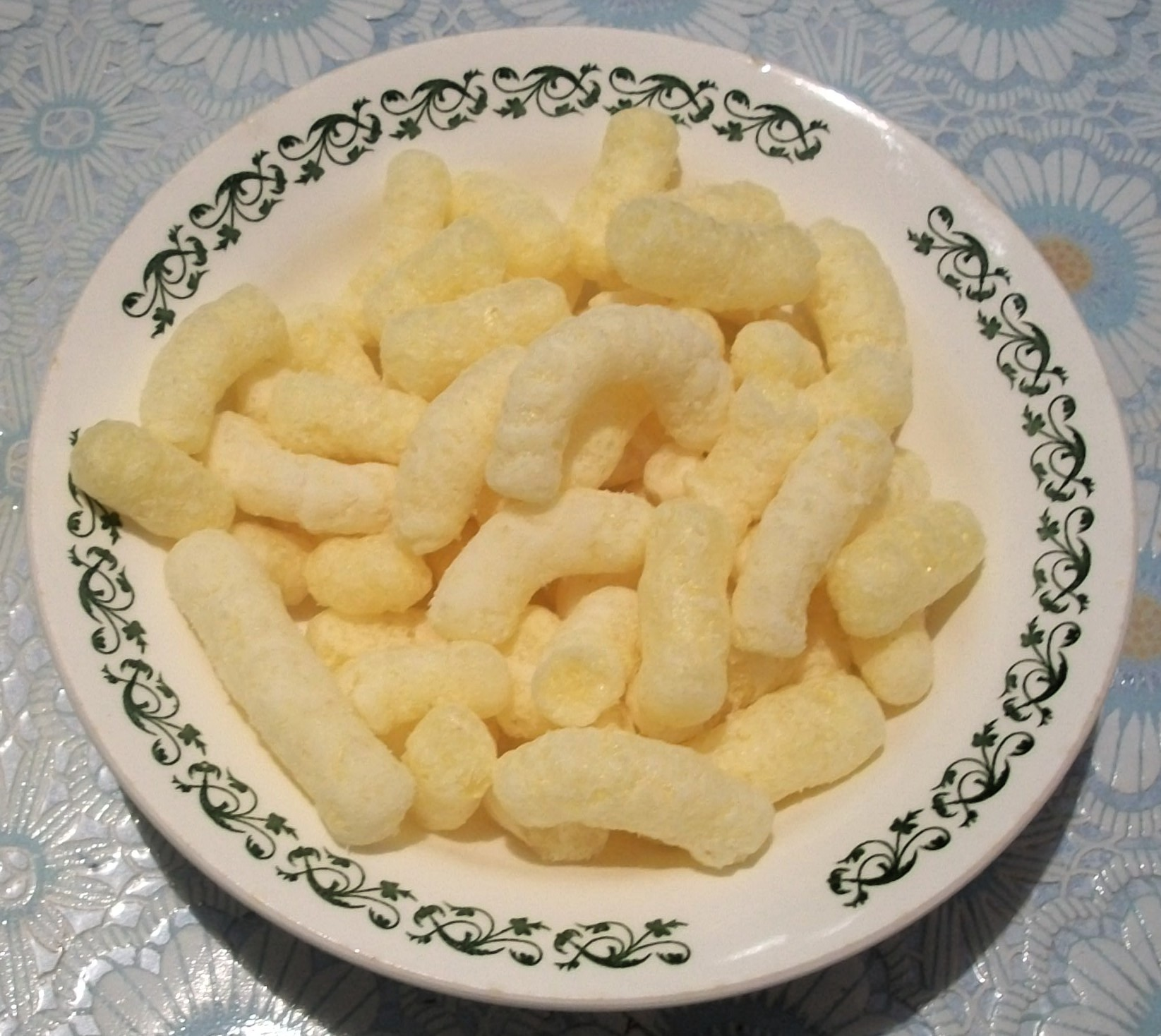
Кукурузные палочки на тарелке

В 1890-х годах братья доктор Келлогг и Вилл Кит Келлог, владевшие в США санаторием «Батл-Крик», недосмотрели при приготовлении блюда с применением маисовой муки. Чтобы не выбрасывать полученную кашу, они попробовали сделать из неё маисовое тесто, продавив через ролики. Теста не получилось, но получились хлопья. В последней попытке спасти продукты хлопья обжарили на кукурузном масле. После снятия первой пробы остальные хлопья также были пережарены и поданы к столу постояльцев. Блюдо имело успех.
Итогом эпопеи стал патент США для «Облупившихся Кукурузных злаков, а также Технологии их приготовления» от 31 мая 1892 года.
Следующий шаг — переход от хлопьев к палочкам — был сделан уже в послевоенные годы с развитием технологии пищевых производств. В частности, это было связано с широким внедрением экструзии в пищевую промышленность США.
В СССР производство кукурузных палочек впервые было организовано в 1963 г. на Днепропетровском комбинате пищевых концентратов по технологии и на оборудовании, разработанных В. Я. Крикуновым.
В 1980-е годы в СССР появились продукты из других круп, приготовленные по технологии кукурузных палочек, например, палочки и подушечки из рисовой крупы и т. п.
В 1990-е годы на территории бывшего СССР производством кукурузных палочек из-за простоты технологии начали заниматься многочисленные кооперативы, тогда же начались эксперименты по заправке кукурузных палочек другими продуктами (кроме сахарной пудры).
К 2010 году в России действует множество региональных частных производителей кукурузных палочек. В то же время качество многих производителей оставляет желать лучшего. Основными дефектами этих палочек является несовершенство структуры пены. Нередко используются некачественные масла, часто встречается чрезмерная экономия сахарной пудры.

## Получение
Саму по себе технологию получения кукурузных палочек называют несложной, но она требует тщательно соблюдения температурновлажностных режимов для самой пенообразующей массы, а также для атмосферы, в которой происходит вспенивание и подсушивание готового продукта.
Технологический процесс получения палочек состоит из следующих этапов:
- Подготовка кукурузной крупы. При подготовке кукурузная крупа подсушивается, а потом просеивается. При этом стараются отделить как мелкие (особенно мучнистые), так и крупные фракции. Годными для использования являются крупинки с размером от 0,67 мм до 1,2 мм. Минимальный разброс в размерах крупинок необходим для того, чтобы при приготовлении массы для вспенивания и затем самой пены крупинки пропитывались и вспенивались одинаковым образом. При наличии в крупе муки на следующих операциях крупа начнёт склеиваться в водонепроницаемые комки, а затем и подгорать в экструдере.
- Кондиционирование. Отобранная крупа подается в шнековый кондиционер, где в течение 2-4 минут её смешивают с подсоленной водой. Затем следует выдержка до 2-4 часов при постоянном перемешивании. Степень влажности крупы на этом этапе контролируется и должна быть порядка 22-25 %.
- Экструзия. Выдержанная увлажнённая и подсоленная крупа поступает в длинный шнековый подогреваемый (до 170°С-190°С) экструдер с уменьшающимся шагом винта. По мере прохождения экструдера крупа нагревается до температур свыше 200°С, давление паров воды сильно возрастает, крупа превращается в однородную пластичную массу. Под действием давления паров воды и подачи шнекового механизма горячая масса выдавливается через выходное отверстие экструдера в поток подсушенного подогретого воздуха. Давление перегретого водяного пара взрывообразно расширяет массу, формируя структуру кукурузной палочки и многократно увеличивая объём. Подвижный нож периодически срезает выдавливаемые палочки, и они с током воздуха уносятся в приёмник, подсушиваясь по пути до влажности 5-6 %.
- Подсушенные палочки уже можно употреблять в пищу, однако в таком виде на реализацию они, как правило, не поступают. Имея высокую пористость, подсушенные палочки хорошо принимают глазури на жировой основе, за счёт чего обогащается их вкус и увеличивается питательная ценность. Для глазирования используется растительное масло и тонкомолотые вещества или их смеси, например: сахар, соль, чеснок, различные пряности, сыр, мясо крабов или креветок, печень, ванилин, арахисовая масса, шоколадная и жировая глазурь, минеральные соли, витамины, жир, лецитин, белковые обогатители, пищевые эссенции и кислоты и многое другое.
- Обогащение (глазировка). В дражировочный котёл засыпаются палочки и добавляется растительное масло, после перемешивания в течение 3-5 минут в котёл досыпают порошковые добавки, например сахарную пудру, и перемешивают ещё какое-то время для равномерного распределения порошка. Вязкие малорастворимые добавки (арахисовые и шоколадные) предварительно смешивают с растительным маслом и в жидком подогретом виде сразу перемешивают с палочками.
- Фасовка. Стандартная операция, выполняемая на обычных фасовочных автоматах для сыпучих продуктов.

Успешные производители не раскрывают особенности своего технологического процесса (ноу-хау), поэтому здесь приводится только общая схема техпроцесса, также режимные параметры техпроцесса могут несколько отличаться от приведенных.

## Свойства
Строго говоря, все свойства пены, образующей палочки взаимосвязаны, однако, можно выделить несколько измеримых параметров, которые используются при контроле технологического процесса.
- Насыпная плотность — это интегральный параметр, указывающий на вероятность отклонения качества продукта от требуемого: например, понижение насыпной плотности продукта может свидетельствовать как о возможном более нежном вкусе палочек, так и о таких дефектах как брак  отсечки экструзии (образуются длинные витые палочки, существенно увеличивающие общий объём) либо чрезмерное раздутие воздушных пузырьков пены при толстых средостениях; повышение насыпной плотности сверх допустимого обычно заведомо свидетельствует о наличии дефектов, например о  повышенной влажности продукта или проблемах со вспениванием массы.
- Размер и форма пузырьков пены: очень мелкие пузырьки за счёт поверхностного натяжения имеют круглую форму и окружены относительно толстыми стенками с твёрдыми и плотными тетраэдрическими зёрнами в месте смыкания четырёх шариков пены. Крупные пузыри сильно искажают форму изделий. Оптимальными являются огранённые соседями пузырьки с сечением порядка 1-4 мм.
- Структура и толщина поверхностного слоя палочек: структура поверхности палочек всегда отличается от структуры их сердцевины, при этом размер пузырей в поверхностной области должен оставаться небольшим, чтобы сохранить форму палочки и облегчить нанесение добавок, а вот толщина поверхностного слоя должна быть минимальной, чтобы поверхность по консистенции не ощущалась как отдельная шкурка (примерно так, к примеру, чувствуется корочка у хлеба.
- Влажность готового продукта: продукты с повышенной влажностью не обладают характерным хрустом, считающимся одним из важных потребительских качеств кукурузных палочек, кроме того поверхностный слой палочек, хранящихся при повышенной влажности, быстро уплотняется, а сердцевина легко комкуется, что ощущается при их употреблении.
- Равномерность распределения вкусовых обогатителей: все палочки в той или иной мере грешат осыпанием обогатителей вкуса, так что в упаковке угловые и нижние палочки обычно несут на себе больше обогатителей.